# Pupăza din tei (film din 1965)
Pupăza din tei este un film scurt românesc din 1965 regizat de Elisabeta Bostan. Se bazează pe opera literară „Amintiri din copilărie” de Ion Creangă.  Ion Bocancea a interpretat rolul Nică a lui Ștefan a Petrei și în filmul Amintiri din copilărie din 1964.